# 內田真禮
內田真禮（日语：／ Uchida Maaya，1989年12月27日—），日本女性配音員、演員、歌手。出身於東京都。A型血。I'm Enterprise所屬。暱稱。弟弟內田雄馬與姊姊同樣從事配音。

## 人物
- 英文檢定3級。
- 在2014年的第8回聲優獎得到新人女優賞。

## 演出作品

### 電視動畫
2010年
- 野狼大神（小孩子）
- 只有神知道的世界（百合）

2011年
- 白兔糖（保育士B）
- 神的記事本（女工作人員）
- 聖痕鍊金士（女學生A）
- 放浪男孩（三宅）
- 魔乳秘劍帖（村娘A）
- 輕鬆百合（麻理）

2012年
- （神奈）
- 猛烈宇宙海賊（湯之元泉）
- 少年同盟 2（女子高中生）
- 極樂女子宿舍（七里愛）
- 坂道上的阿波羅（女子）
- 殭屍哪有那麼萌？（散華禮彌）
- DOG DAYS'（利夏·安羅貝）
- 心連·情結（三橋千夏）
- 其中1個是妹妹！（夕）
- 輕鬆百合♪♪（麻理）
- 北極熊Café（水獺子）
- 只要妳說妳愛我（女性、女學生）
- K（日向千穗）
- 中二病也想談戀愛！（小鳥遊六花）

2013年
- 漫研社（美依、主婦）
- GJ部（天使真央）
- 幕末義人傳 浪漫（阿國〈雪花〉）
- Vividred Operation（黑騎蕾）
- 魔王勇者（少女女僕）
- 開漫－啦！（阿部杏）
- 星光少女 Rainbow Live（森園若菜）
- 科學超電磁砲S（芙蘭達·賽維倫）
- 狗與剪刀必有用（本田櫻）
- 惡魔高校D×D NEW（紫藤伊莉娜）
- 科學小飛俠Crowds（一之瀨初）
- Super Seisyun Brothers -超青春姐弟s-（梅園初）
- 萌萌侵略者 OUTBREAK COMPANY（古賀沼美埜里）

2014年
- 鐵金剛少女Z（蓋特機器人）
- 流浪神差（壹岐日和）
- 咲-Saki- 全國篇（姊帶豐音）
- 中二病也想談戀愛！戀（小鳥遊六花）
- Z/X IGNITION（青葉千歲）
- 請問您今天要來點兔子嗎？（紗路）
- 約會大作戰Ⅱ（八舞耶俱矢）
- GJ部@（天使真央）
- 漫研社－妄想災難－（美依、女子B）
- Hunter × Hunter（阿路加·揍敵客）
- RAIL WARS!（小海遙）
- 人生諮詢電視動畫「人生」（白河香織）
- 閃爍的青春（吉岡雙葉）
- 白銀的意志 ARGEVOLLEN（浪江·波特嫚）
- 我，要成為雙馬尾（朵艾兒）
- （見吉奈央）

2015年
- 偶像大師 灰姑娘女孩（神崎蘭子）
- DOG DAYS''（利夏·安羅貝）
- 聖劍使的禁咒詠唱（百地春鹿）
- 在地下城尋求邂逅是否搞錯了什麼（莉莉露卡·厄德）
- 食戟之靈（吉野悠姬）
- 惡魔高校D×D BorN（紫藤伊莉娜）
- 俺物語！！（店員）
- 干支魂（小龍）
- 山田君與7人魔女（伊藤雅）
- Chaos Dragon 赤龍戰役（婁震華）
- GATE 奇幻自衛隊 在彼方的土地，如斯的戰鬥（栗林志乃）
- Charlotte（西森柚咲、美砂）
- 科學小飛俠Crowds Insight（一之瀨初）
- 重裝武器（范德堡家的大小姐）
- 流浪神差 ARAGOTO（壹岐日和）
- 輕鬆百合 3☆High！（船見麻理）
- 請問您今天要來點兔子嗎？？（紗路）

2016年
- 無彩限的幻影世界（水無瀨小糸）
- GATE 奇幻自衛隊 在彼方的土地，如斯的戰鬥 第2期（栗林志乃）
- Ragna Strike Angels（華之宮伊月）
- 聖戰刻耳柏洛斯 龍刻的災禍（艾琳）
- 甲鐵城的卡巴內里（四方川菖蒲）
- 食戟之靈 貳之皿（吉野悠姬）
- Active Raid－機動強襲室第八係－ 2nd（美羽）
- 齊木楠雄的災難（目良千里）
- 無畏魔女（三隅美也）
- 見習神仙 秘密的心靈（穆昆奴先生）

2017年
- 漫研社～surgical friends～（咪）
- 鎖鏈戰記 ～赫克瑟塔斯之光～（比利卡、塞莉蓮）
- 偶像大師 灰姑娘女孩劇場（神崎蘭子）
- 重啟咲良田（米琪兒／片桐穗乃歌）
- 時鐘機關之星（星宮蓬子）
- 在地下城尋求邂逅是否搞錯了什麼 外傳 劍姬神聖譚（莉莉露卡·厄德）
- 雛邏輯～來自幸運邏輯～（東瑞希）
- 戰鬥女子學園（蓮見烏拉拉）
- 徒然喜歡你（笹原五月）
- 帶著智慧型手機闖蕩異世界。（艾爾賽·希爾艾斯卡）
- 新哆啦A夢（亞蕾·奧卡納）
- 狐妖小紅娘（南國公主）
- 食戟之靈 餐之皿（吉野悠姬）
- Onyankopon（Onyankopon）
- 寶石之國（紅綠柱石）
- 銀魂 走光篇（鞘子）
- 見習神仙 秘密的心靈（穆昆奴先生）

2018年
- Slow Start（萬年大會）
- 酒鬼妹子（桐山真）
- 牙鬥獸娘（中西獲座〈狩獵豹〉）
- 齊木楠雄的災難 第2期（目良千里）
- 妖怪旅館營業中（鈴蘭）
- 甜心戰士 Universe（旋風甜心）
- 食戟之靈 餐之皿 遠月列車篇（吉野悠姬）
- 惡魔高校D×D HERO（紫藤伊莉娜）
- GRAND BLUE 碧藍之海（古手川奈奈華）
- 青春豬頭少年不會夢到兔女郎學姊（豐濱和香）
- 魔法禁書目錄III（芙蘭達·賽維倫）
- 哥布林殺手（櫃檯小姐）
- 鬼太郎第6期（石山妖子）

2019年
- 在地下城尋求邂逅是否搞錯了什麼II（莉莉露卡·厄德）
- 盾之勇者成名錄（梅蒂）
- 約定的夢幻島（諾曼）
- 約會大作戰Ⅲ（八舞耶俱矢）
- 家有女友（橘瑠衣）
- 偶像大師 灰姑娘女孩劇場 CLIMAX SEASON（神崎蘭子）
- MIX（立花音美）
- YU-NO 在這世界盡頭詠唱愛的少女（波多乃神奈）
- 星光王子 KING PRISM -Shiny Seven Stars-（森園若菜）
- （白）
- 叛逆性百萬亞瑟王（歌姬亞瑟）
- Z/X Code reunion（青葉千歲）
- 刺客守則（繆爾·拉·摩爾）
- BEM（ソニア・サマーズ）
- 博多明太!ぴりからこちゃん（マヤ）
- ブンボーグ009（ブンボーグ003）

2020年
- 魔法紀錄 魔法少女小圓外傳（天音月夜）
- 科學超電磁砲T（芙蘭達·賽維倫）
- 新櫻花大戰 the Animation（東雲初穗）
- 轉生成女性向遊戲只有毀滅END的壞人大小姐（卡塔莉娜·庫萊耶思／卡塔莉娜·庫萊耶思〈議長、弱勢、強勢、認真、樂天派〉）
- 隱瞞之事（六條一子）
- 請問您今天要來點兔子嗎？BLOOM（紗路）
- 在地下城尋求邂逅是否搞錯了什麼III（莉莉露卡·厄德）
- 魔法科高中的劣等生 來訪者篇（黑羽亞夜子）

2021年
- 世界魔女出動！（三隅美也）
- WIXOSS DIVA(A)LIVE（Rie／Gabriella）
- 約定的夢幻島 第2期（諾曼）
- 轉生成女性向遊戲只有毀滅END的壞人大小姐X（卡塔莉娜·庫萊耶思／卡塔莉娜·庫萊耶思〈議長、弱勢、強勢、認真、樂天派〉、亞歷山大、波奇）
- 魔法紀錄 魔法少女小圓外傳 2nd SEASON -覺醒前夜-（天音月夜）
- 古見同學有交流障礙症。（只野瞳）
- 魔法科高中的劣等生 追憶篇（黑羽亞夜子）

2022年
- 超異域公主連結 Re:Dive Season 2（真步）
- CUE!（夕塚のぞみ）
- Animation x Paralympic：誰是你的英雄？（真山はるか）
- 雀魂 PONG☆（一姬）
- 魔法紀錄 魔法少女小圓外傳 Final SEASON -淺夢的黎明-（天音月夜）
- 古見同學有交流障礙症。（第2期）（只野瞳、岸姬子、天上院旅有子）
- 約會大作戰IV（八舞耶俱矢）
- 社畜想被幼女幽靈療癒。（倉橋彩月）
- 金裝的維爾梅～瀕臨留級的學生與最強災害掉入魔法世界～（維爾梅）
- 在地下城尋求邂逅是否搞錯了什麼IV（莉莉露卡·厄德）
- 孤獨搖滾！（伊地知星歌）
- 福星小子（第2作）（三宅忍）
- 我想成為影之強者！（紐）
- 鏈鋸人（天使惡魔）

2023年
- 冰劍的魔術師將要統一世界（卡蘿爾·卡羅萊）
- 擁有超常技能的異世界流浪美食家（寧利勒）
- MIX 第二季 ～第二個夏天，邁向晴空～（立花音美）
- 帶著智慧型手機闖蕩異世界。2（艾爾賽·希爾艾斯卡）
- 機戰少女Alice Expansion（兼志谷星）
- 躍動青春（村重結月）
- 轉生貴族的異世界冒險錄～不知自重的眾神使徒～（麗娜）
- Fate/strange Fake -Whisper of Dawn-（法蘭契絲卡·普列拉堤）
- 甜點轉生（魯米尼托·艾德利哈帕）
- 成為悲劇元凶的最強異端，最後頭目女王為了人民犧牲奉獻（史提爾·羅耶爾·艾比）
- 雖然等級只有1級但固有技能是最強的（蘭）
- 不死少女的謀殺鬧劇（諾拉）
- 我想成為影之強者！ 2nd season（紐）
- 盾之勇者成名錄 Season 3（梅蒂）
- 哥布林殺手II（櫃檯小姐）
- 位於戀愛光譜極端的我們（松本老師）
- 某大叔的VRMMO活動記（綾女）
- 鴨乃橋論的禁忌推理（朱理）
- 開闊天空！光之美少女（凱塞琳·安達古〈少女〉）

2024年
- 福星小子（第2期）（三宅忍）
- 魔都精兵的奴隸（出雲天花）
- 碰之道（一姬〈雀魂〉）
- 戰國妖狐（月湖）
- Astro Note 星際莊的戀愛日記（豪德寺米菈）
- 魔法科高中的劣等生（第3期）（黑羽亞夜子）
- 約會大作戰V（八舞耶俱矢）
- 小小哥吉拉的逆襲（小小迷你拉）
- 雙生戀情密不可分（神宮寺那織）
- 在地下城尋求邂逅是否搞錯了什麼V（莉莉露卡·厄德）
- Fate/strange Fake（年末特別篇）（法蘭契絲卡·普列拉堤）

2025年
- 灰色：幻影扳機（玲奈）
- S級怪獸《貝希摩斯》被誤認成小貓，成為精靈女孩的騎士（寵物）一起生活（艾莉西亞）
- 來到棒球場捕捉我吧！（小日向）
- LAZARUS 拉撒路（克里斯汀）
- 陰陽迴天 Re:Birth Verse（月宮）
- 青春豬頭少年不會夢到聖誕服女郎（豐濱和香）
- 醜男真戰士（女孩子、莉茲）
- GRAND BLUE 碧藍之海 Season 2（古手川奈奈華）
- 盾之勇者成名錄 Season 4（梅蒂）
- Princession Orchestra
- 徹夜之歌 Season2（七草春）
- Bad Girl 不良少女（青山葵）
- 擁有超常技能的異世界流浪美食家2（寧利勒）
- Fate/strange Fake（法蘭契絲卡·普列拉堤）

2026年
- 魔都精兵的奴隸2（出雲天花）

時期未定
- 魔法少女育成計畫restart（魔女黛西）
- 暗部少女共棲（芙蘭達·賽維倫）
- 魔術師庫諾看得見一切（伊可·朗德）
- 沒獲得救贖的村民A，被貴族撿到並寵愛，事實上持有的傳說級神技能也覺醒了（馬提歐）
- 神八小妹不可怕（千枝老師）

### 動畫電影
2013年
- 小鳥遊六花・改 ～劇場版 中二病也想談戀愛！～（小鳥遊六花）
- 帕蒂瑪的顛倒世界（佳穗）

2014年
- 猛烈宇宙海賊 ABYSS OF HYPERSPACE -超空間的深淵-（湯之元泉）
- 劇場版 星光少女 全星選拔 星光☆十強（森園若菜）
- 新劇場版頭文字D INITIAL D THE NEW MOVIE（茂木夏樹）

2015年
- 約會大作戰劇場版 萬由里審判（八舞耶俱矢）

2018年
- 中二病也想談戀愛！-Take On Me-（小鳥遊六花）
- 劇場版 美妙天堂&閃亮 美妙☆頻道 閃亮紀念演出（森園若菜）
- 劇場版 DRIVE HEAD ~機動救急警察~（泰拉(少年型態)）

2019年
- 就算明天世界毀滅（泉琴莉）
- 甲鐵城的卡巴內里 海門決戰（菖蒲）
- 灰色：幻影扳機 THE ANIMATION（玲奈）
- 青春豬頭少年不會夢到懷夢美少女（豐濱和香）
- Walking Meat（瑪琳）

2020年
- 劇場版BEM～BECOME HUMAN～（ソニア・サマーズ）
- 怪物彈珠 THE MOVIE 路西法 絕望的黎明（所羅門）
- 灰色：幻影扳機 THE ANIMATION Stargazer（玲奈）

2021年
- 劇場編輯版 隱瞞之事 -秘密之事是什麼-（六條一子）

2022年
- 電影 殘念生物事典（ウサオ）

2023年
- GRIDMAN UNIVERSE（公主）
- 阿密哩多的饗宴（たまひ）
- 青春豬頭少年不會夢到嬌憐外出妹（豐濱和香）
- 歡迎來到駒田蒸餾所（河端朋子）
- 劇場版 轉生成女性向遊戲只有毀滅END的壞人大小姐（卡塔莉娜·庫萊耶思）
- 青春豬頭少年不會夢到紅書包女孩（豐濱和香）

2024年
- 死亡愛麗絲 最終最後的物語（葛麗特）
- 蠟筆小新：我們的恐龍日記（比利〈幼少期〉）

2025年
- 電影Idol光之美少女你與我♪ 久等了！為你送上閃耀的現場演唱會！（テラ）
- 劇場版 鏈鋸人 蕾潔篇（天使惡魔）

### OVA
2010年
- 我是御宅上班族（婚禮司儀、晚輩（女））

2012年
- Holy Knight（岸本莉莉絲）

2013年
- OVA中有1個是妹妹！（ユウ）

2014年
- 偷×看（園田ミチル）※單行本第4巻 - 第6巻DVD限定版附贈DVD
- 閃爍的青春（吉岡雙葉）
- 山田君與7人魔女（伊藤雅）

2015年
- 惡魔高校D×D NEW（紫藤伊莉娜）※DX.1 限定版附BD
- 青春水球社（萩原千聖）※單行本第8卷限定版附贈DVD。
- 流浪神差「夜斗神連續殺人事件」（壹岐日和）※單行本第15卷限定版附贈DVD

2016年
- 流浪神差「一起拍照吧」（壹岐日和）※單行本第16卷限定版附贈DVD
- 食戟之靈「巧的下町合戰」（吉野悠姬）
- 青春水球社（萩原千聖）※單行本第10卷限定版附贈DVD
- 食戟之靈「暑假的繪里奈」（吉野悠姬）
- 青春水球社（萩原千聖）※單行本第11卷限定版附贈DVD
- 在地下城尋求邂逅是否搞錯了什麼（莉莉露卡·厄德）

2017年
- 食戟之靈 貳之皿「秋月的邂逅」（吉野悠姬）
- 我的英雄學院「Training of the Dead」（萬偶數羽生子）
- 食戟之靈 貳之皿「遠月十傑」（吉野悠姬）
- 請問您今天要來點兔子嗎？？ ～Dear My Sister～（紗路）

2019年
- 請問您今天要來點兔子嗎？？ 〜Sing For You〜（紗路）

2021年
- 機戰少女Alice ～心跳！滿是Actress的人魚大獎賽♥～（兼志谷星）

### 網路動畫
2014年
- 未知少女（赤丸純）

2015年
- 動畫心療系（官越秘）

2017年
- 寶可夢世代（瑪琪艾兒）
- 相對世界（泉琴莉／コトコ）

2018年
- A.I.C.O. 化身（大久保瑞稀）
- 裝刀凱 The Animation（火美此）
- DRIVE HEAD 2018（泰拉）
- 怪物彈珠（所羅門）

2019年
- 抓住那天的心（美智）
- 齊木楠雄的災難 再啟動篇（目良千里）

2020年
- 超级七龙珠群雄（破坏神精英/）

2021年
- 干支魂～貓客萬來～（小龍）
- 鬼新娘渴望被吃掉（真白）

2022年
- 世界末日與柴犬同行（主人）

2024年
- 雀魂 槓！！（一姬、藤田佳奈）

### 遊戲
2011年
- 秋葉原之旅（北田舞那）
- （櫻咲薰子）

2012年
- 秋葉原之旅 PLUS（北田舞那）
- 女友伴身邊（見吉奈央、紗路）
- 少女☆射擊 PS3版（櫻咲薰子）
- 桃色大戰（リシア・グッドフェロー）
- 擂台☆夢想（小早川保妃、鹿野瑠璃）
- 機動戰士GUNDAM Online（駕駛員聲〈活潑〉）

2013年
- 偶像大師 灰姑娘女孩（神崎蘭子）
- 雀聖學園 時間★魔法（玄乃彼方）
- 鎖鏈年代記（比利卡、公會同盟副議長-賽莉伮）

2014年
- 屍體派對BLOOD DRIVE（十三月愛狩）
- 誓血龍騎士3（零）
- 青春紀行 Vivid Memories（愛可）
- 約會大作戰 或守Install（八舞耶俱矢）
- 短暂和平 月極蘭子最長的一天（月極蘭子、红萌子、高桥希良良）
- 擂台☆夢想（霧島梨花）
- 惡魔高校D×D NEW FIGHT（紫藤伊莉娜）
- 巫女之社（笹森彩愛）
- 零～濡鸦之巫女～（雛咲深羽）
- 狩龍戰紀（魔劍士·蒂雅、系統語音5）
- 魔法科高中的劣等生 LOST ZERO（零乃摩耶香）
- 夢幻之星NOVA（露緹娜）

2015年
- 核心爭霸（蕾緹）
- 萬花筒前夜（安川莉櫻）
- 超异域公主连结！（姬宮真步）
- 末世之蝕（亞謝）
- 約會大作戰 Twin Edition 轉世凜緒（八舞耶俱矢）
- 乖離性百萬亞瑟王（歌姬亞瑟）
- 白貓Project（夏綠蒂·菲里耶）
- 戰鬥女子學園（蓮見烏拉拉）

2016年
- 最终幻想世界（爱玟）
- 請問您今天要來點兔子嗎？？Wonderful Party!（紗路）
- 少女前線（CZ-805）

2017年
- 灰色：幻影扳機（2017年-2023年 深見玲奈）
- YU-NO 在這世界盡頭詠唱愛的少女（波多乃神奈）
- SINoALICE（漢賽爾·葛麗特）
- 東京偶像計畫（雪）
- 魔法紀錄 魔法少女小圓外傳（天音月夜）
- 聖火降魔錄 英雄雲集（夏蓉）

2018年
- 永恆冒險(利樂．埃利維爾)
- 機戰少女Alice（兼志谷星）
- 魔法禁書目錄（手游）（芙蘭達·塞伊文）
- 陰陽師（金魚姬）
- 超異域公主連結 Re:Dive（真步）
- DEAD OR ALIVE Xtreme Venus Vacation（凪咲）
- 怪物彈珠（所羅門）
- 雀魂麻將（一姬）
- 夢幻模擬戰 手機版（艾梅達）
- 碧藍幻想（芙莉亞）

2019年
- 閃耀幻想曲（萬年大會、紗路）
- 十三機兵防衛圈（藥師寺惠）
- 魔法禁书目录 幻想收束（芙蘭達·塞伊文、惠惠、歌姬亞瑟）
- 八月的棒球甜心（潮見凪沙）
- 雀聖學園 時間★魔法（玄乃彼方）
- 沙加：绯红恩典 绯色的野望（乌尔碧娜）
- 白金火車（式島翼）
- 新櫻花大戰（東雲初穗）
- 碧藍航線（響）

2020年
- 約會大作戰 蓮反烏托邦（八舞耶俱矢）
- 聖劍傳說 3 瑪娜試煉（菲雅莉）
- Fate/Grand Order（狄奧斯庫洛伊）
- 原神（菲謝爾）
- 明日方舟（泥岩）
- 食物語（臭鱖魚）
- 超级七龍珠群雄（破壞神精英/）
- 寶可夢大師（莉莉艾、瑪琪艾兒）

2021年
- 英雄傳說 黎之軌跡（靜名・雷姆・御摺木）
- 薑餅人王國（純香草餅乾）
- 白夜極光（貢露）

2022年
- 轉生成女性向遊戲只有毀滅 END 的壞人大小姐 ～掀起波瀾的海盜～（卡塔莉娜‧庫萊耶思）
- 機戰少女★Alice CS ～Concerto of Simulatrix～（兼志谷星）
- 英雄傳說 黎之軌跡II（靜名・雷姆・御摺木）
- 女神戰記 極樂淨土（克里斯多福）
- 新楓之谷（槍神（女）、烈焰巫師（女）、破風使者（女）、奧茲、伊麗娜）

2023年
- 神魔之塔（靈芝孢子・奇諾、神創・零覓、橫空護師 ‧ 樂樂）
- 麻雀一番街（白羽飛鳥）
- 幻塔（嵐）
- 健身巡遊（JJ）
- 災難偵探斎牙～不合理的怪奇事件～（品儷伊）

2024年
- 傳說對決（克里希（時之魔女））
- 百英雄傳（佩麗爾）
- Card-en-Ciel 天穹卡牌錄（櫻咲薰子）
- 英雄傳說 界之軌跡 -告別塞姆利亞-（靜名・雷姆・御摺木）
- 狐的歸途（狐巫女）
- 卡拉彼丘（香奈美）
- 辟邪除妖 Variants Daphne（流浪公主拉納維爾）

2025年
- 天月麻雀（梅麗娜）
- 東方符卡嘉年華（蕾米莉亞·斯卡蕾特）
- 雙點博物館（海莉）
- 奇幻生活ｉ 轉圈圈的龍和偷取時間的少女 （希爾維亞）
- 牧場物語 來吧！風之繁華市集 （安琪）
- Dark Auction（卡拉・貝克）

### 廣播劇CD
- 殭屍哪有那麼萌？（散華禮彌）
- 胖嘟嘟游泳社（梶凜子）
- 聖劍使的禁咒詠唱（百地春鹿）
- 擴散性百萬亞瑟王（歌姬亞瑟）
- 地獄三頭犬的日常（洛絲）
- 為美好的世界獻上祝福（惠惠）
- 青春水球社（萩原千聖）

### 廣播節目
- （2011年，HiBiKi Radio Station）
- （2011年，最终幻想XI官方網站）
- （2011年，最终幻想XI官方網站）
- 殭屍哪有那麼萌？廣播開始了（2012年，TBS電視台官方網站內）[90]
- 中二病也想談戀愛！〜懷抱闇之炎聆聽〜（2012年－2014年，音泉）[91]
- 內田真禮、德井青空的Bushimo通信（2012年－2013年，HiBiKi Radio Station※）[92]
- M×M×S【內田真禮的真禮充廣播】（2013年－，USEN）[93]
- 惡魔高校RADIO×RADIO 〜簡稱RADIRADI！〜（2013年，HiBiKi Radio Station）[94]
- 惡魔高校D×D BorN 宣傳節目「D×D Station」（2015年，HiBiKi Radio Station※）[95]
- SCHOOL OF LOCK!：SCHOOL OF LOCK！應援LOCK！應援部吆喝·經紀人。
- 百萬亞瑟王RADIO！百萬廣播！（2015年－，文化放送）[96]
- TS ONE UNITED「拿出內田真禮的相簿了！」（2018年，TS ONE）[97]
- 請問您今天要來點廣播嗎？〜WELCOME【U·Sa!】〜（2018年－，文化放送）[98]

#### 廣播劇
- VOMIC 說謊的莉莉（橋本笑）
- VOMIC 排球少年！！（清水潔子）

### 影像商品
- 秋葉原聲優祭 THE MOVIE（2012年）
- （2012年）
- 非公認戰隊秋葉原連者  〜到中野大遠征！〜（2012年）
- 音樂影片DVD「INSIDE IDENTITY」Black Raison d'être［小鳥遊六花、丹生谷森夏、五月七日茴香、凸守早苗（內田真禮、赤崎千夏、淺倉杏美、上坂堇）］（2013年）
- 裏漫研社（2013年）
- 高森奈津美與內田真禮的聲優職業體驗所 巴士導遊（2013年）
- 非公認戰隊秋葉原連者 Season痛 2013 〜到中野再遠征〜（2013年）
- （2013年）
- 中二病也想談戀愛！〜懷抱闇之炎聆聽〜 京都DVD（2013年）
- THE IDOLM@STER CINDERELLA GIRLS 1stLIVE WONDERFUL M@GIC!! Day2（2014年）[99]

### 特攝劇
- 非公認戰隊秋葉原連者（2012年4月－6月，BS朝日、TOKYO MX，飾演 葉加瀨博世）
- 非公認戰隊秋葉原連者 Season痛（2013年4月－6月，BS朝日、TOKYO MX，飾演 葉加瀨博世）

### 連續劇
- 美食知識刑警立花 第12話（2013年7月3日，東京電視台，飾演 婦警、武內沙耶）
- 大賣吧☆未體驗少女（情境喜劇） 第3、9、11話 - （2014年1月25日，東京電視台） - かこかりん的聲音

### 真人電影
- 阿宅的戀愛太難（2020年） - 飾演  本人[100]

### 網路電視
- （行銷節目）
- Fami通TV 3rd SEASON（2011年）

### 其他
- （GMOアプリクラウド萌化角色）[101]

## 音樂作品

### 單曲
| 枚   | 發售日         | 名稱               | 規格編號   | 規格編號   | 最高位 |
| 枚   | 發售日         | 名稱               | 初回限定盤 | 通常盤     | 最高位 |
| ---- | -------------- | ------------------ | ---------- | ---------- | ------ |
| 1st  | 2014年4月23日  |                    | PCCG-01396 | PCCG-70207 | 14位   |
| 2nd  | 2014年10月22日 |                    | PCCG-01432 | PCCG-70230 | 12位   |
| 3rd  | 2015年4月1日   |                    | PCCG-01469 | PCCG-70249 | 14位   |
| 4th  | 2016年5月11日  | Resonant Heart     | PCCG-01515 | PCCG-70314 | 13位   |
| 5th  | 2017年6月21日  | +INTERSECT+        | PCCG-01617 | PCCG-70399 | 8位    |
| 6th  | 2017年10月25日 | c.o.s.m.o.s        | PCCG-01625 | PCCG-70400 | 6位    |
| 7th  | 2018年2月14日  | aventure bleu      | PCCG-01639 | PCCG-70413 | 14位   |
| 8th  | 2018年10月17日 | youthful beautiful | PCCG-01725 | PCCG-70435 | 7位    |
| 9th  | 2019年7月10日  |                    | PCCG-01789 | PCCG-70456 | 10位   |
| 10th | 2020年3月18日  |                    | PCCG-01890 | PCCG-70472 | 12位   |
| 11th | 2020年11月25日 |                    | PCCG-01943 | PCCG-70474 | 14位   |
| 12th | 2021年5月12日  |                    | PCCG-01992 | PCCG-01993 | 10位   |
| 13th | 2022年4月20日  | ？                 | PCCG-02133 | PCCG-70495 | 12位   |
| 14th | 2023年1月25日  |                    | PCCG-02214 | PCCG-02215 | 14位   |
| 15th | 2023年10月18日 |                    | PCCG-02291 | PCCG-02292 | 12位   |
| 16th | 2024年1月17日  |                    | PCCG-02319 | PCCG-02320 | 12位   |
| 17th | 2024年7月24日  |                    | PCCG-02374 | PCCG-02375 | 25位   |

### 專輯
| 枚  | 發售日         | 名稱          | 規格編號   | 規格編號    | 規格編號   | 規格編號   | 規格編號   | 最高位 |
| 枚  | 發售日         | 名稱          | BD付限定盤 | DVD付限定盤 | 通常盤     | きゃにめ盤 | FC限定盤   | 最高位 |
| --- | -------------- | ------------- | ---------- | ----------- | ---------- | ---------- | ---------- | ------ |
| 1st | 2015年12月2日  | PENKI         | PCCG-01492 | PCCG-01493  | PCCG-01494 | 不適用     | 不適用     | 6位    |
| 2nd | 2018年4月25日  | Magic Hour    | PCCG-01668 | PCCG-01669  | PCCG-01670 | 不適用     | 不適用     | 7位    |
| 3rd | 2021年10月27日 | HIKARI        | PCCG-02064 | 不適用      | PCCG-02065 | SCCG-00084 | 不適用     | 12位   |
| 4th | 2024年5月29日  | TOKYO-BYAKUYA | PCCG-02358 | 不適用      | PCCG-02359 | 不適用     | BRCG-00099 | 10位   |

### 迷你專輯
| 枚  | 發售日        | 名稱             | 規格編號   | 規格編號    | 規格編號   | 最高位 |
| 枚  | 發售日        | 名稱             | BD付限定盤 | DVD付限定盤 | 通常盤     | 最高位 |
| --- | ------------- | ---------------- | ---------- | ----------- | ---------- | ------ |
| 1st | 2017年1月11日 | Drive-in Theater | PCCG-01566 | PCCG-01567  | PCCG-01568 | 6位    |
| 2nd | 2019年10月2日 | you are here     | PCCG-01812 | PCCG-01813  | PCCG-01814 | 9位    |

### 映像作品
| 枚  | 發售日        | 名稱                                        | 規格編號   | 規格編號   | 規格編號 |
| 枚  | 發售日        | 名稱                                        | BD         | DVD        |          |
| --- | ------------- | ------------------------------------------- | ---------- | ---------- | -------- |
| 1st | 2016年7月20日 | UCHIDA MAAYA 1st LIVE『Hello,1st contact!』 | PCXP-50400 | PCBP-52418 |          |
| 2nd | 2017年8月23日 | UCHIDA MAAYA 2nd LIVE『Smiling Spiral』     | PCXP-50505 | PCBP-53535 |          |

### 合作歌曲
| 發售日        | 名稱 | 歌                        | 樂曲                                    |
| ------------- | ---- | ------------------------- | --------------------------------------- |
| 2017年7月12日 |      | 上坂堇 featuring 内田真礼 | 「最先端△ガール（featuring 内田真礼）」 |

|                  | 發售日         | 名稱               | 規格編號   | 規格編號   | 最高位 |
| 初回限定盤       | 發售日         | 名稱               | 通常盤     |            | 最高位 |
| ---------------- | -------------- | ------------------ | ---------- | ---------- | ------ |
| 內田姊弟合作單曲 | 2024年10月30日 | Carnival／BIG LOVE | PCCG-02378 | PCCG-70541 | 19位   |

### 商業搭配
| 樂曲               | 商業搭配                                    | 時间   |
| ------------------ | ------------------------------------------- | ------ |
|                    | 電視動畫《惡魔的謎語》片頭曲                | 2014年 |
|                    | 電視動畫《我，要成為雙馬尾》片頭曲          | 2014年 |
|                    | 網路動畫《動畫心療系》片尾曲                | 2015年 |
| Resonant Heart     | 電視動畫《聖戰刻耳柏洛斯 龍刻的災禍》片頭曲 | 2016年 |
| aventure bleu      | 電視動畫《酒鬼妹子》片頭曲                  | 2018年 |
| youthful beautiful | 電視動畫《SSSS.GRIDMAN》片尾曲              | 2018年 |
|                    | 電視動畫《鑽石王牌 act II》第二片尾曲       | 2019年 |
|                    | 電視動畫《SSSS.DYNAZENON》片尾曲            | 2021年 |
| ？                 | 電視動畫《社畜想被幼女幽靈療癒。》片頭曲    | 2022年 |

### 角色歌
| 發售日   | 商品名稱                                                                             | 演唱名義 | 歌曲                                   | 備註                                                      |
| 2019年   | 2019年                                                                               | 2019年 | 2019年                                 | 2019年                                                    |
| -------- | ------------------------------------------------------------------------------------ | --- | -------------------------------------- | --------------------------------------------------------- |
| 2月20日  | THE IDOLM@STER CINDERELLA GIRLS STARLIGHT MASTER 26                                  | 神崎蘭子（內田真禮） | 「」                                   | 遊戲《偶像大師 灰姑娘女孩 星光舞台》相關歌曲              |
| 3月27日  | 『家有女友』原聲帶                                                                   | 橘瑠衣（內田真禮） | 「Monochrome」                         | 電視動畫《家有女友》插入曲                                |
| 4月3日   | 青春豬頭少年不會夢到兔女郎學姊 BD、DVD第4卷特典CD                                    | 豐濱和香（內田真禮） | 「」                                   | 電視動畫《青春豬頭少年不會夢到兔女郎學姊》片尾曲          |
| 5月29日  | 今宵mofumofu!!/もっふもふ DE よいのじゃよ                                            | 仙狐（和氣杏未）、白（內田真禮） | 「今宵mofumofu!!」                     | 電視動畫《請讓我撒嬌，仙狐大人！》片頭曲                  |
| 7月15日  | 請問您今天要來點兔子嗎？？生日歌系列04 紗路                                          | 紗路（內田真禮） | 「」 「summer time」 「」              | 電視動畫《請問您今天要來點兔子嗎？？》相關歌曲            |
| 7月31日  | 超異域公主連結！Re:Dive PRICONNE CHARACTER SONG 09                                   | 真步（內田真禮）、香織（高森奈津美） | 「Peaceful*ちゃんぷるー」              | 遊戲《超異域公主連結 Re:Dive》插入曲                      |
| 9月26日  |                                                                                      | Petit Rabbit's with beans | 「」                                   | OVA《請問您今天要來點兔子嗎？？〜Sing For You〜》印象曲   |
| 9月26日  | 紗路（內田真禮）                                                                     | OVA《請問您今天要來點兔子嗎？？〜Sing For You〜》相關歌曲 | 「」                                   |                                                           |
| 9月26日  | 請問您今天要來點兔子嗎？？〜Sing For You〜 BD、DVD特典 劇中歌高解析度音源收錄DVD-ROM | OVA《請問您今天要來點兔子嗎？？〜Sing For You〜》相關歌曲 | 「」                                   | Petit Rabbit's                                            |
| 9月26日  | 請問您今天要來點兔子嗎？？〜Sing For You〜 BD、DVD特典 劇中歌高解析度音源收錄DVD-ROM | 紗路（內田真禮） | 「Hi Hi High☆」                        | OVA《請問您今天要來點兔子嗎？？〜Sing For You〜》插入曲   |
| 9月26日  | 請問您今天要來點兔子嗎？？〜Sing For You〜 BD、DVD特典 劇中歌高解析度音源收錄DVD-ROM | 紗路（內田真禮） | 「Hi Hi High☆ 〜ハイテンションVer.〜」 | OVA《請問您今天要來點兔子嗎？？〜Sing For You〜》相關歌曲 |
| 11月27日 | 青春豬頭少年不會夢到懷夢美少女 BD、DVD特典 Original Soundtrack                       | 櫻島麻衣（瀨戶麻沙美）、古賀朋繪（東山奈央）、雙葉理央（種崎敦美）、豐濱和香（內田真禮）、梓川楓（久保百合香）、牧之原翔子（水瀨祈）                                        | 「 movie ver.」                        | 劇場動畫《青春豬頭少年不會夢到懷夢美少女》片尾曲          |
| 11月27日 | 超異域公主連結！Re:Dive PRICONNE CHARACTER SONG 11                                   | 真步（內田真禮）、真琴（小松未可子）、香織（高森奈津美） | 「We Are Golden」                      | 遊戲《超異域公主連結 Re:Dive》插入曲                      |
| 12月4日  | 請問您今天要來點兔子嗎？？生日歌系列 全卷購入特典CD                                  | 心愛（佐倉綾音）、智乃（水瀨祈）、理世（種田梨沙）、千夜（佐藤聰美）、紗路（內田真禮）、麻耶（德井青空）、惠（村川梨衣）、青山Blue Mountain（早見沙織）、摩卡（茅野愛衣）   | 「」                                   | 電視動畫《請問您今天要來點兔子嗎？？》相關歌曲            |
| 12月12日 | 新櫻花大戰 初回限定版特典CD「歷代歌謠集」                                            | 天宮櫻（佐倉綾音）、東雲初穗（內田真禮）、望月薊（山村響）、安娜史塔西亞·帕爾馬（福原綾香）、庫拉麗絲（早見沙織）                                                           | 「檄！帝國華擊團〈新章〉」             | 遊戲《新櫻花大戰》片頭曲                                  |
| 12月12日 | 新櫻花大戰 初回限定版特典CD「歷代歌謠集」                                            | 天宮櫻（佐倉綾音）、東雲初穗（內田真禮）、望月薊（山村響）、安娜史塔西亞·帕爾馬（福原綾香）、庫拉麗絲（早見沙織）                                                           | 「奇跡の鐘（太正二十九年版）」         | 遊戲《新櫻花大戰》插入曲                                  |
| 12月12日 | 新櫻花大戰 初回限定版特典CD「歷代歌謠集」                                            | 天宮櫻（佐倉綾音）、東雲初穗（內田真禮）、望月薊（山村響）、安娜史塔西亞·帕爾馬（福原綾香）、庫拉麗絲（早見沙織）、黃郁（上坂堇）、蘭斯洛特（沼倉愛美）、艾麗絲（水樹奈奈） | 「」                                   | 遊戲《新櫻花大戰》片尾曲                                  |
| 12月12日 | 新櫻花大戰 初回限定版特典CD「歷代歌謠集」                                            | 東雲初穗（內田真禮） | 「」                                   | 遊戲《新櫻花大戰》相關歌曲                                |

### 组合成员
1. ↑  心爱（佐仓绫音）、智乃（水濑祈）、理世（種田梨沙）、千夜（佐藤聰美）、纱路（内田真礼）、麻耶（德井青空）、惠（村川梨衣）
2. ↑  心爱（佐仓绫音）、智乃（水濑祈）、理世（種田梨沙）、千夜（佐藤聰美）、纱路（内田真礼）

## 外部連結
- （日語） 内田真礼オフィシャルサイト （页面存档备份，存于），內田真禮的官方網站。
- （日語） アイムエンタープライズ公式ホームページ Talent Profile，內田真禮在I'm Enterprise上的介紹頁。
- （日語） Always Maaya!，內田真禮的網誌。
- （日語）內田真禮的X（前Twitter）
- （日語）內田真禮官方的X（前Twitter）
- （日語）內田真禮官方的Instagram帳戶